# Критика Матері Терези

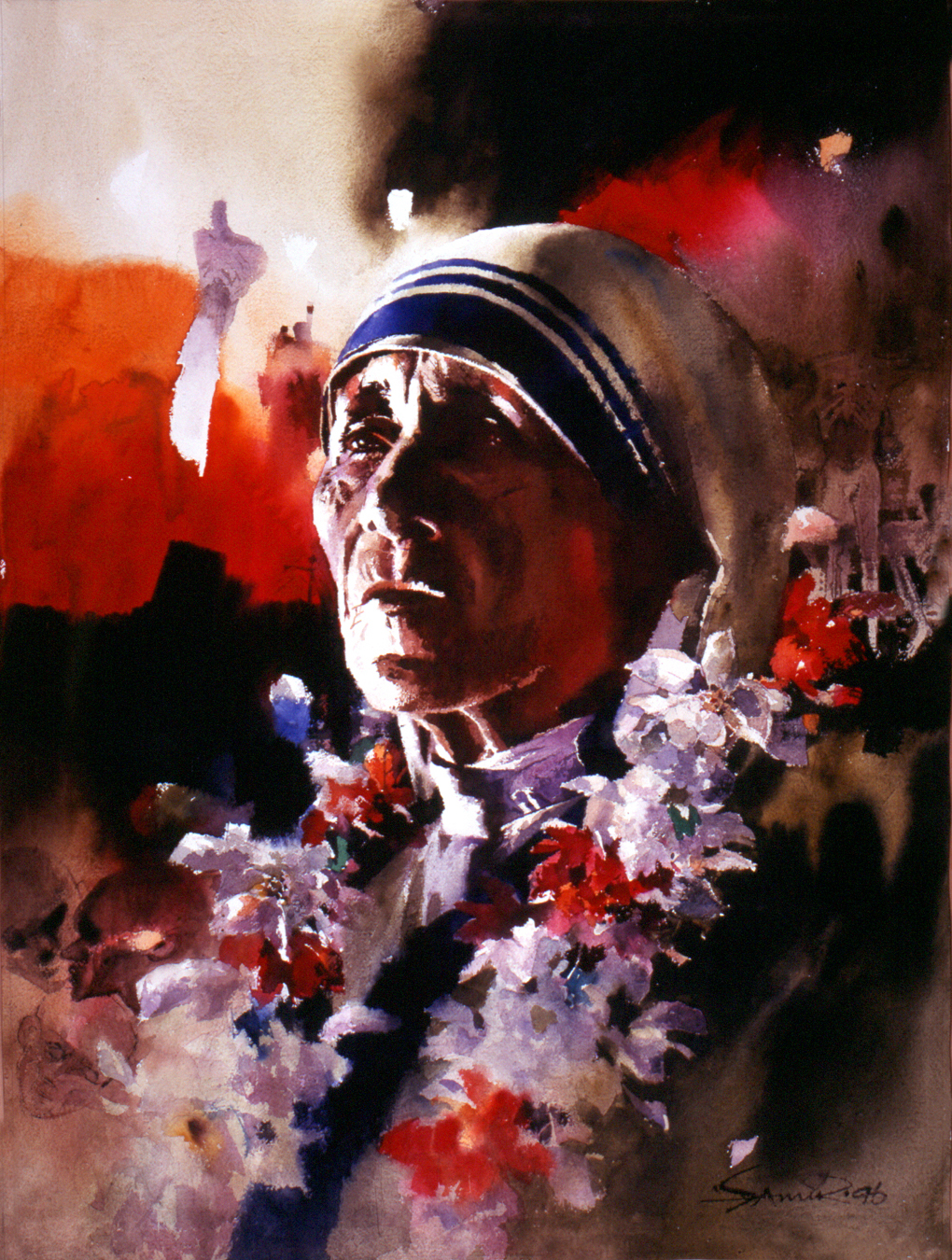
Портрет Матері Терези (2012)

Католицька черниця та місіонерка Аньєза Ґондже Бояджіу, широко відома як Мати Тереза, а з 2016 року як Свята Тереза Калькуттська, має складний публічний імідж. Багато хто захоплювався нею за її благодійну діяльність, яка призвела до присудження їй Нобелівської премії миру «за роботу, здійснену в боротьбі з подолання бідності та лиха, які також становлять загрозу миру». За своє життя Мати Терези була дуже відома, отримувала численні нагороди та почесні ступені, а також незмінно входить до числа людей, яких найбільше шанують у світі. Її також шанують багато католиків, вважають святою та просять заступництва. Поряд із цим Мати Терезу піддавали жорсткій критиці, включно із запереченням щодо якості медичної допомоги, яку вона надала, припущенням, що деякі хрещення на смертному одрі були примусовим наверненням, а також ймовірними зв'язками з колоніалізмом, расизмом та стосунками з сумнівними громадськими діячами.

## Якість медичного обслуговування
1994 року Робін Фокс, тодішній редактор британського медичного журналу The Lancet, відвідав Будинок для вмираючих бідних у Калькутті (нині Колката) і описав медичну допомогу, яку отримували пацієнти, як «випадкову». Він зауважив, що сестри та волонтери, деякі з яких не мали медичних знань, часто приймали рішення щодо догляду за пацієнтами через брак лікарів у хоспісі: «Є лікарі, які час від часу відвідують [пацієнтів], — писав Фокс, — але зазвичай сестри та волонтери (деякі з них мають медичні знання) приймають рішення настільки добре, насільки можуть». Фокс був свідком того, як одного пацієнта з високою температурою лікували парацетамолом і тетрацикліном, антибіотиком, тільки для того, щоб пізніше пацієнта відвідав лікар, який поставив діагноз малярія та призначив хлорохін. Фокс конкретно покладав на Терезу відповідальність за ці умови в Домі, написавши, що Мати Тереза «надає перевагу провидінню, ніж плануванню». Фокс також помітив, що персонал або відмовлявся використовувати, або не мав доступу до протоколів лікування чи «простих алгоритмів, які могли б допомогти сестрам розрізняти» виліковних і невиліковних пацієнтів.
Фокс визнав, що режим, якого він дотримувався, охоплював «чистоту, догляд за ранами та виразками, а також турботливу ласку», але критикував «духовний підхід» сестер до боротьби з болем: «Я був стурбований, дізнавшись, що формуляр не містить сильних анальгетиків. Разом із нехтуванням діагнозуванням, відсутність хорошого знеболювання відзначає підхід Матері Терези як чітко відокремлений від руху хоспісів, якому я віддаю перевагу».
Девід Джеффрі, Джозеф О'Ніл та Гіллі Берн у відповідь на статтю Фокса стверджували, що було б нещиро виділяти хоспіси Матері Терези через обмеження охорони здоров'я, які є загальними для більшості закладів догляду в Індії. Вони відзначили, що індійська охорона здоров'я загалом страждає від: «1) недостатньої освіти лікарів і медсестер, 2) невеликої кількості ліків, 3) дуже суворого законодавства штату, яке забороняє використання сильних анальгетиків навіть пацієнтам, які вмирають від раку». Вони дійшли висновку, що будинки Матері Терези несправедливо підпорядковані Фоксом до стандартів «хоспісного догляду в західному стилі […] невідповідного для Індії». Крім того, Мати Тереза ніколи не збиралася створювати лікарні чи хоспіси, а створювала місця для тих, кого лікарні не приймали.

## Звинувачення у культі
Три відомі автори — Аруп Чаттерджі , Крістофер Гітченс і Тарік Алі — критикували Матір Терезу.
1994 року двоє британських журналістів, Крістофер Гітченс і Тарік Алі, створили надзвичайно критичний документальний фільм британського Channel 4 «Ангел пекла», заснований на роботі Чаттерджі. Наступного року Гітченз опублікував The Missionary Position: Mother Teresa in Theory and Practice, книгу, яка повторює багато звинувачень у документальному фільмі. Гітченс описав організацію Матері Терези як культ, який пропагує страждання і не допомагає нужденним.
Індійський письменник і лікар Аруп Чаттерджі, який недовго працював в одному з будинків Матері Терези, досліджував практики її ордену. Чаттерджі опублікував «Остаточний вердикт» у 2003 році, менш полемічну роботу, ніж праці Гітченса та Алі, але однаково критичну щодо операцій Терези. За словами Чаттерджі, коментарі Матері Терези після призупинення громадянських свобод прем'єр-міністеркою Індії Індірою Ганді в 1975 році (Надзвичайна ситуація) були розкритиковані за межами Індії в католицьких ЗМІ.
2003 року, після беатифікації Іваном Павлом II, Гітченс продовжив свою критику, назвавши Мати Терезу «фанатичкою, фундаменталісткою та шахрайкою». Крім того, він критикував католицьку церкву за те, що вона приписувала одужання пацієнта чуду та ігнорувала свідчення лікаря пацієнта, який приписував одужання свого пацієнта сучасній медицині. Ватикан викликав Чаттерджі та Хітченса для надання доказів проти Терези під час її канонізації.
В «Ангелі пекла» та «The Missionary Position» Гітченс критикував те, що, на його думку, було схваленням Матір'ю Терезою албанського президента Енвера Ходжа, який 1967 року примусово закрив усі релігійні об'єкти, включно з Римсько-католицькими об'єктами її власної віри, а також заборонив приватне богослужіння. Матір Тереза відвідала Албанію в серпні 1989 року, де її прийняли вдова Ходжа Неджміє, міністр закордонних справ Рейс Маліле, міністр охорони здоров'я Ахмет Камбері, голова Народних зборів Петро Доде та інші державні та партійні посадовці.

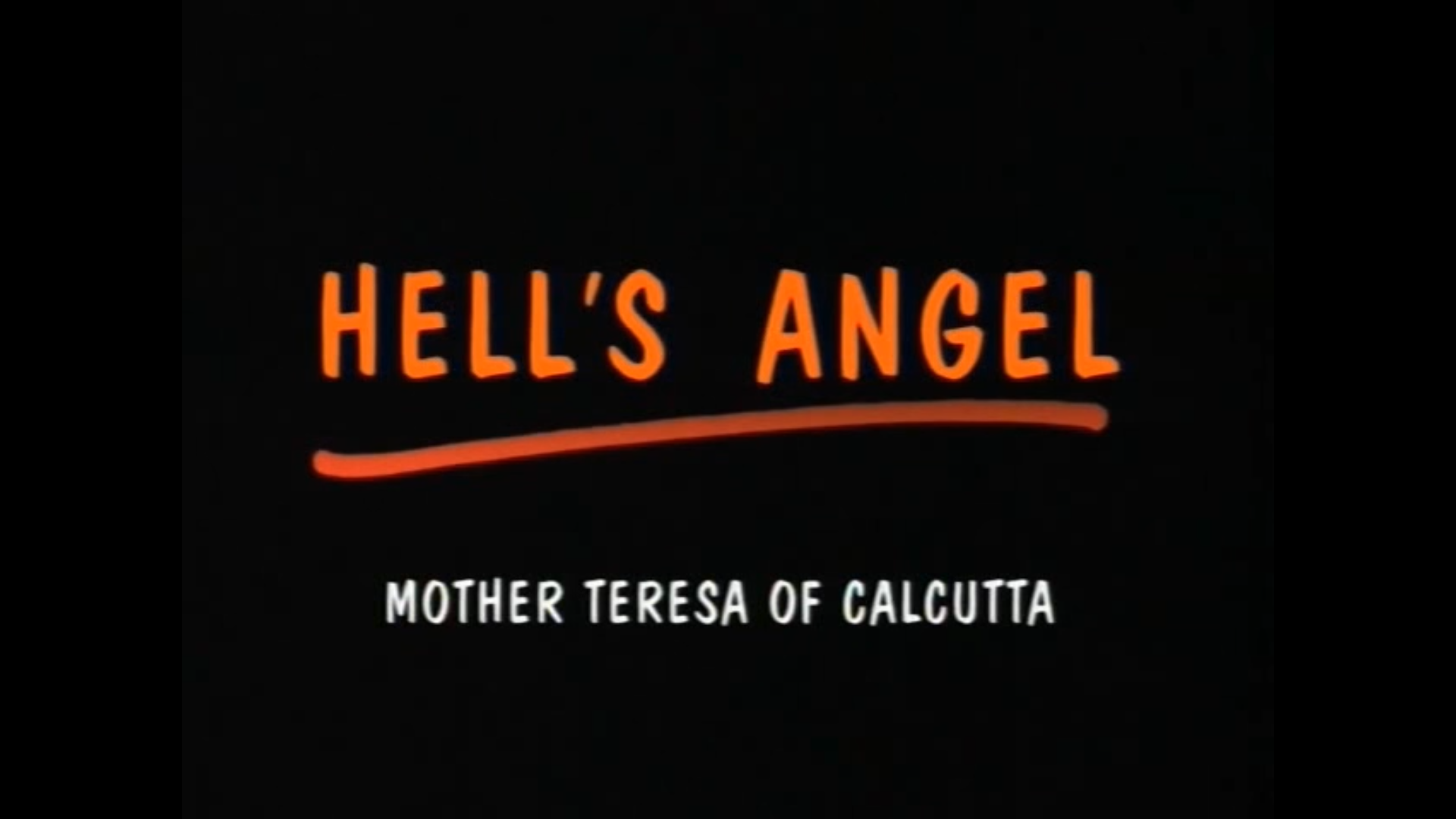
Обкладинка «Ангелу Пекла» (1994), документального фільму Крістофера Гітченса

2012 року Вільям Дойно-молодший, католицький журналіст-фрілансер, який працював в Inside the Vatican та First Things, написав: 
«Надзвичайна річ в „Ангелі пекла“ полягає в тому, що він [фільм] нібито захищає бідних від „експлуатації“ Матір'ю Терезою, хоча насправді [гітченс] ніколи не бере інтерв'ю ні в кого. Жодна особа, про яку піклуються місіонери, не говорить на камеру. Чи сталося це тому, що вони мали набагато вищу думку про блаженну Терезу, ніж Гітченс дозволив би у своєму фільмі? Уникаючи людей, які стоять у центрі служіння Терези, Гітченс позував перед камерою та випустив серію нападок „ad hominem“ і необґрунтованих звинувачень, настільки ж неінформованих, наскільки й жорстоких».

## Примусове хрещення
У «The Missionary Position» Гітченс стверджує, що Мати Тереза та її сестри виконували примусове хрещення. За словами Гітченса, Мати Тереза заохочувала членів свого ордену таємно хрестити вмираючих пацієнтів, попри релігію людини. 
«Сестри мали запитувати кожну людину, яка перебувала в небезпеці смерті, чи бажає вона „квитка до раю“. Ствердна відповідь означала згоду на хрещення. Сестра потім удавала, що вона просто охолоджує голову пацієнта мокрою тканиною, а насправді хрестила його, тихо вимовляючи необхідні слова, щоб не стало відомо, що сестри Матері Терези хрестили індусів і мусульманів» — стверджує у своїй книзі Сьюзан Шилдс, колишня учасниця Місіонерів милосердя.

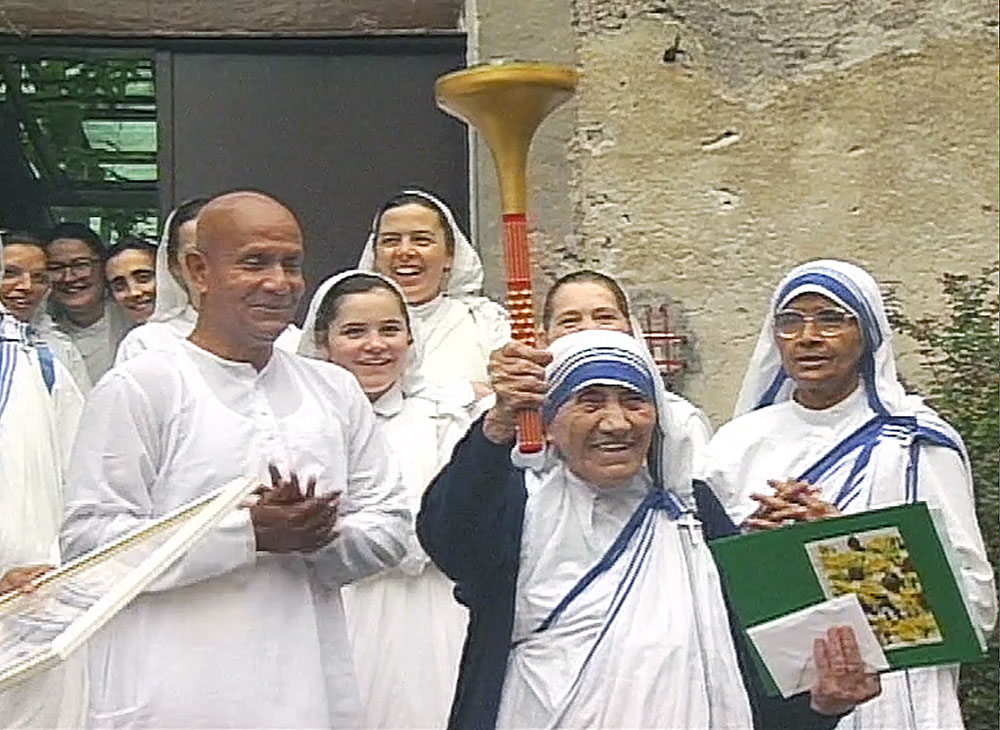
Мати Тереза, Шрі Чинмой та сестри Місіонерів милосердя

Ці звинувачення були б порушенням статуту Місіонерів милосердя, який забороняє примушувати інших прийняти католицьку віру.
У рецензії на книгу Гітченса, Мюррей Кемптон стверджував, що пацієнтам не надали достатньо інформації, щоб прийняти обґрунтоване рішення про те, чи хочуть вони бути хрещеними, і теологічне значення християнського хрещення. Саймон Лейс, захищаючи місіонерів у листі до New York Review of Books, стверджував, що хрещення, проведене сестрами, було або бажанням пацієнта, або виразом «щирої турботи та прихильності», і заявив, що примусове хрещення є або корисним, або безглуздим. Він стверджував, що ця критика (яка походить від Крістофера Гітченса, відомого атеїста та антитеїста) походить від «антихристиянських настроїв».
Вчена Університету Сетон Холл, докторка Інес Мурзаку, каже, що звинувачення місіонерів милосердя у примусовому наверненні є необґрунтованими та використовуються індуїстською націоналістичною партією Бхаратія Джаната (BJP) для переслідування індійських християн.

## Інша критика
Мати Тереза померла в 1997 році. Попри її прохання знищити всі свої твори та листування, їх колекцію посмертно оприлюднили у вигляді книги. Її твори показали, що вона боролася з почуттям роз'єднаності, яке було в контрасті з сильними почуттями, які вона відчувала, бувши молодою послушницею. У своїх листах Мати Тереза описує десятиліттями присутнє почуття відірвання від Бога і те, як їй не вистачало колишнього запалу, який був характерним для її зусиль на початку заснування Місіонерів милосердя. Через це деякі визнали її такою, що «перестала вірити» і посмертно розкритикували за лицемірство. Томас С. Рівз припускає, що ця критика демонструє базове незнайомство з концепцією «темної ночі душі».

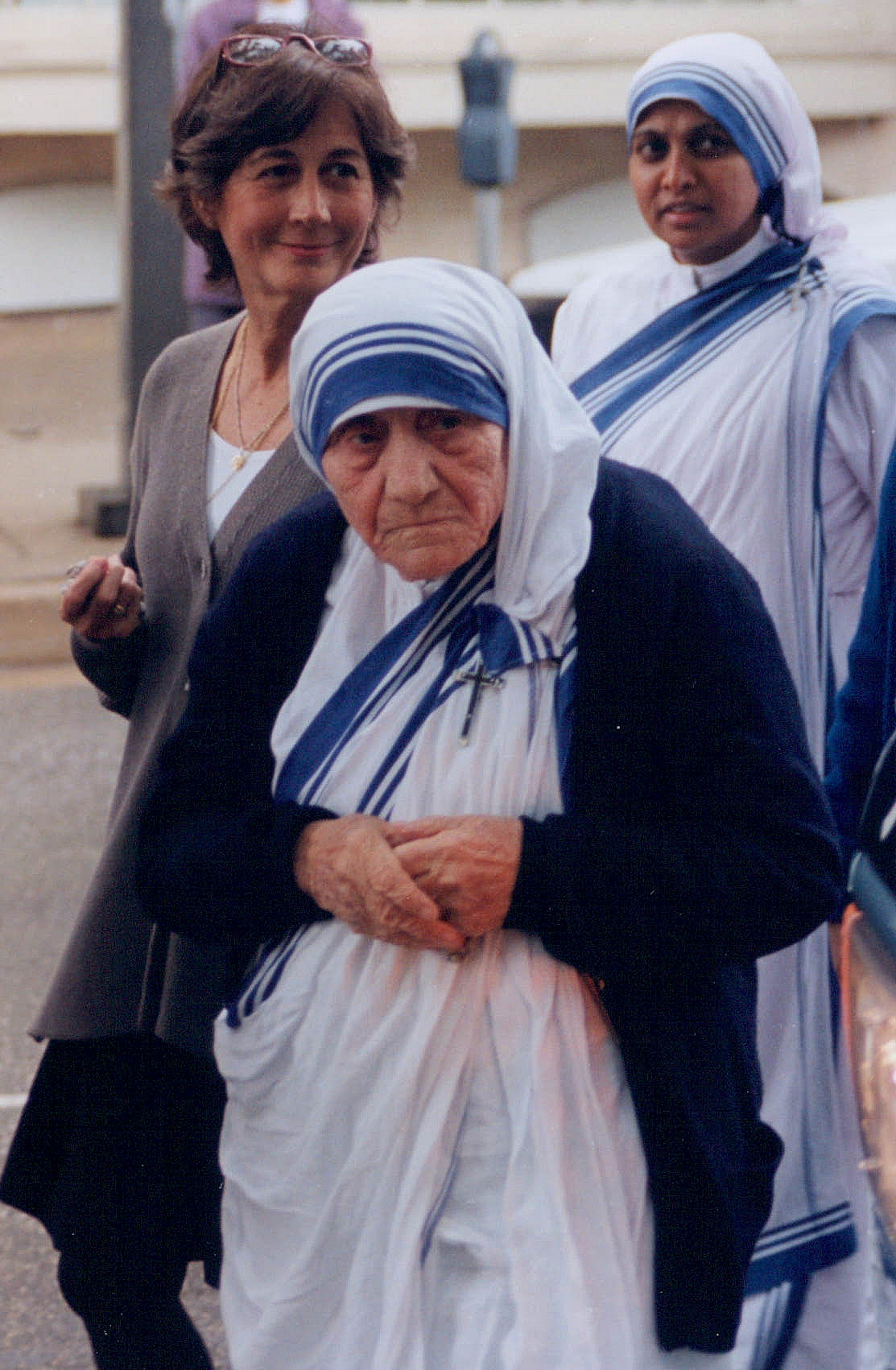
Мати Тереза у 1996 році

Після того, як єзуїтського священика Дональда Макгуайра засудили за сексуальне розбещення кількох дітей, Мати Терезу піддали критиці за те, що вона захищала його та закликала відновити його в міністерстві вже після того, як його усунули від посади.
2013 року в комплексному огляді, який охоплює 96 % літератури про Матір Терезу, група вчених Монреальського університету посилила вищезазначену критику, детально описавши, серед іншого, практику місіонерки «доглядати за хворими, прославляючи їхні страждання замість того, щоб полегшувати їх» та «її сумнівні політичні контакти, її підозріле управління величезними сумами грошей, які вона отримала, і її надто догматичні погляди щодо, зокрема, абортів, контрацепції та розлучення». Ставлячи під сумнів мотиви Ватикану ігнорувати масу критики, дослідження дійшло висновку, що «освячений образ Матері Терези, який не витримує аналізу фактів, був штучно сконструйований, і що її беатифікація була організована ефективною кампанією зі зв'язків зі ЗМІ», розробленою Католицьким журналістом BBC Малкольмом Маггеріджом.
2021 року Мішель Голдберг, оглядачка газети The New York Times, опублікувала колонку, в якій припускала, що деякі дії Матері Терези були вчинками лідерки культу.
Матір Терезу в різні моменти звинувачували також в увічненні колоніалізму через мислення «білого рятівника».

## Відповідь на критику
У The Hindu, Навін Б. Чавла стверджує, що Мати Тереза ніколи не мала наміру будувати лікарні, а лише надавала місце, де ті, кому відмовили в прийнятті у медичні заклади, «могли б принаймні померти з деякою гідністю». Він також заперечує критиків Матері Терези, заявляючи, що її періодичні госпіталізації були спровоковані співробітниками всупереч її бажанням, і заперечує твердження про те, що вона проводила таємні хрещення. «Ті, хто поспішно критикує Матір Терезу та її місію, не можуть або не хочуть нічого зробити, щоб допомогти своїми руками».
Сестра Мері Према Пірік, колишня генеральна настоятелька Місіонерів милосердя, також заявила, що будинки Матері Терези ніколи не були призначені для заміни лікарень, а скоріше були «Домівками для тих, кого не прийняли в лікарню… Але якщо їм [пацієнтам] потрібна лікарня, ми повинні доставити їх туди, і ми це робимо». Сестра Пірік також заперечила твердження про те, що Мати Тереза навмисно культивувала страждання, і зазначали, що метою ордену було полегшення страждань.
У The Spectator, Мелані МакДонах зазначила, що Матір Терезу значною мірою «критикують за те, що вона не була тією, ким вона ніколи не мріяла бути, за те, що вона не робила те, що ніколи не вважала своєю роботою». МакДонах прокоментувала: «Вона не намагалася зробити нічого, окрім того, щоб ставитися до людей на узбіччі суспільства, як до самого Христа».
У New Internationalist, Марі Марсель Текаекара зазначає, що після війни в Бангладеші кілька мільйонів біженців хлинули до Колкати з колишнього Східного Пакистану, і стверджує, що «ніхто ніколи раніше не робив нічого подібного до наказу Матері Терези, а саме підбирав знедолених і вмираючих людей з тротуарів і давав їм чисте місце для гідної смерті».
Марк Вудс у Christian Today зазначив, що «можливо, настільки ж важливим, з точки зору її суспільного сприйняття, є відчуття серед християн, що її критики насправді не розуміють, що вона робила. Тому критика її за те, що вона виступає проти абортів і контрацепції, наприклад, полягає в тому, щоб критикувати за те, що вона не керує світською благодійною організацією, на що вона ніколи не претендувала».

## Визнання та сприйняття

### В Індії
Від індійського уряду на ім'я Марії Терези був виданий дипломатичний паспорт. Вона отримала Падма Шрі в 1962 році та премію Джавахарлала Неру за міжнародне взаєморозуміння в 1969 році. Пізніше отримала інші індійські нагороди, зокрема Бхарат Ратна (найвища цивільна нагорода Індії) у 1980 році. Офіційна біографія Матері Терези, автора Навіна Чавла, була опублікована 1992 року. У Колкаті деякі індуси поклоняються їй як божеству.

Щоб відзначити 100-річчя від дня народження Матері Терези, 28 серпня 2010 року уряд Індії випустив спеціальну монету номіналом 5 копійок (саме стільки грошей Мати Тереза мала, коли прибула до Індії). Президентка Пратібха Патіл сказала: 
«Одягнена в біле сарі з блакитним кантом, вона та сестри Місіонерки Милосердя стали символом надії для багатьох, а саме для літніх, знедолених, безробітних, хворих, смертельно хворих і тих, кого покинули їхні сім'ї».

### Міжнародне

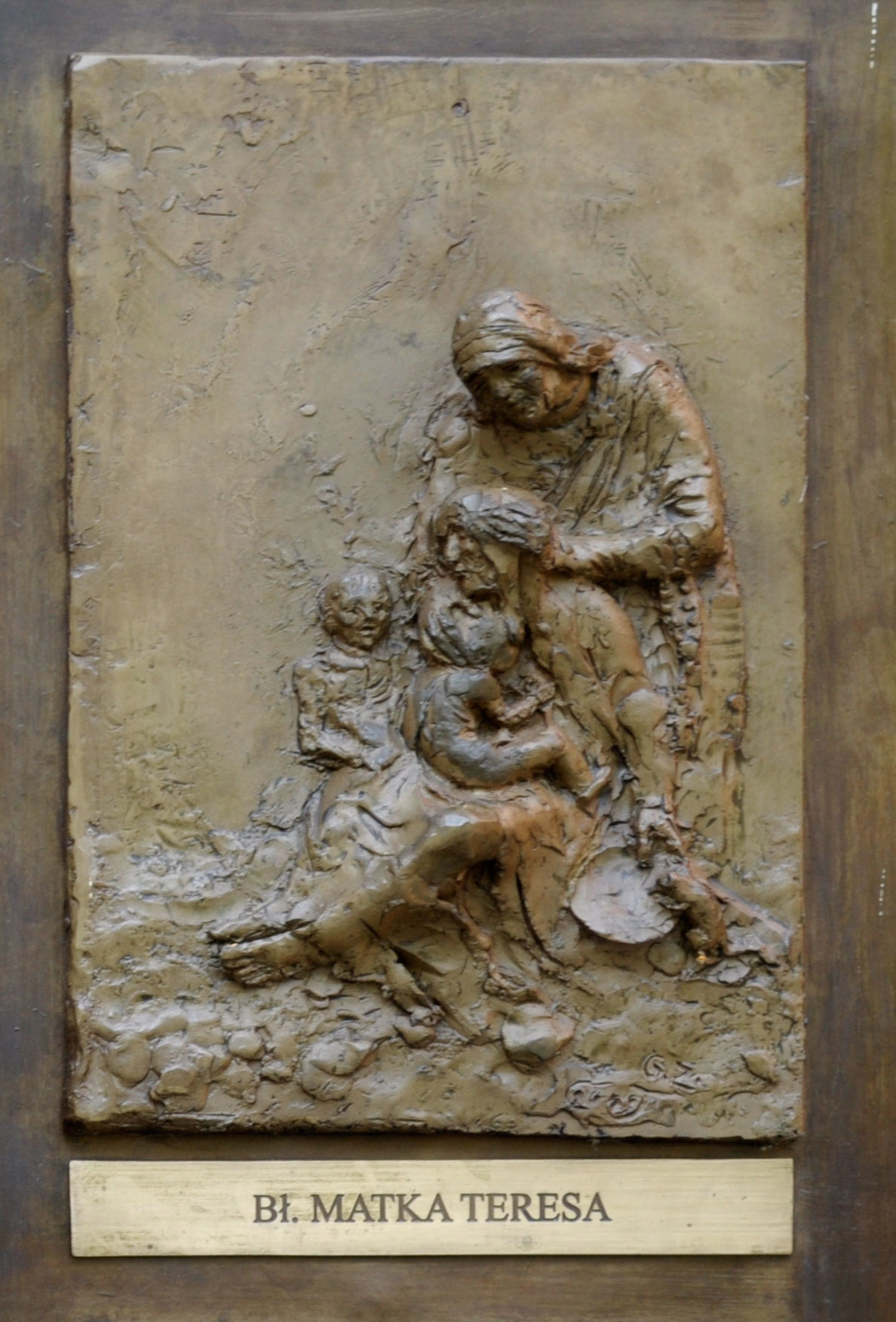
Меморіальна дошка, костел Святого Юзефа

1962 року Мати Тереза отримала нагороду Рамона Магсайсая за мир і міжнародне взаєморозуміння за роботу в Південній чи Східній Азії. Згідно з цитатою — «рада опікунів визнає її милосердне розуміння жалюгідної бідної чужої країни, в якій служінням очолила нову громаду». На початку 1970-х років Мати Тереза стала міжнародною знаменитістю завдяки документальному фільму Малкольма Маггеріджа 1969 року від BBC «Щось прекрасне для Бога» та однойменної книги 1971 року. У той час Маггерідж проходив власну духовну подорож. Під час зйомок кадри, зняті при поганому освітленні (зокрема, у «Домі вмираючих»), вважалися непридатними для використання знімальною групою, що сталося внаслідок того, що вони використовували нову, не перевірену фотоплівку. В Англії ж знімальна група виявила, що кадри є добре освітленими, і Маггерідж назвав це чудом «божественного світла» від Терези. Інші члени екіпажу сказали, що це сталося через новий тип надчутливої плівки Kodak. Пізніше Маггерідж прийняв католицизм.
Приблизно в той же час католицький світ почав публічно вшановувати Матір Терезу. 1971 року Папа Павло VI присудив їй першу Премію миру імені Папи Івана XXIII, відзначивши її роботу з бідними, прояв християнського милосердя та зусилля задля миру. 1976 року вона також отримала премію Pacem in Terris.
1982 року уряди та громадські організації відзначили Матір Терезу та призначили почесним компаньйоном Ордену Австралії «за заслуги перед громадою Австралії та людством загалом». Велика Британія та США вручили низку нагород, кульмінацією яких став Орден Заслуг у 1983 році та почесне громадянство США 16 листопада 1996 року. Албанська батьківщина Матері Терези надала їй Золоту честь нації в 1994 році, але її прийняття цього та ордена Почесного легіону Гаїті було суперечливим. Матір Терезу критикували за неявну підтримку Дювальє та корумпованих бізнесменів, таких як Чарльз Кітінг і Роберт Максвелл; вона написала судді з процесу над Кітінгом прохання про помилування.
Університети Індії та Заходу надавали Матері Терезм почесні ступені, включно з премією Бальцана за сприяння гуманності, миру та братерству між народами (1978) та Міжнародною премією Альберта Швейцера (1975). У квітні 1976 року Мати Тереза відвідала Скрентонський університет у північно-східній Пенсильванії, де вона отримала медаль Ла Сторта за людські заслуги від президента університету Вільяма Дж. Байрона. Вона закликала аудиторію з 4500 людей «пізнати бідних людей у своєму домі та в околицях», годувати інших або просто поширювати радість і любов. Мати Тереза продовжила: «Бідні допоможуть нам зростати у святості, бо вони є Христом під виглядом горя». У серпні 1987 року вона отримала ступінь почесного доктора соціальних наук від університету на знак визнання її служіння та допомоги знедоленим і хворим. Вона говорила перед понад 4000 студентами та членами єпархії Скрентон про своє служіння «найбіднішим із бідних», закликаючи студентів «робити маленькі справи з великою любов'ю».
За своє життя Мати Тереза 18 разів входила до десятки найкращих жінок у щорічному опитуванні Gallup щодо найбільш шанованих чоловіків і жінок та кілька разів посідала перше місце у 1980-х і 1990-х роках. У 1999 році вона очолила список найбільш шанованих людей 20-го століття за версією Gallup.

#### Нобелівська премія Миру
1979 року Мати Тереза отримала Нобелівську премію миру «за роботу, здійснену в боротьбі за подолання бідності та лиха, які також становлять загрозу миру». Вона відмовилася від традиційного урочистого бенкету для лауреатів, попросивши, щоб його вартість у 192 000 доларів була передана бідним в Індії.

### Святість

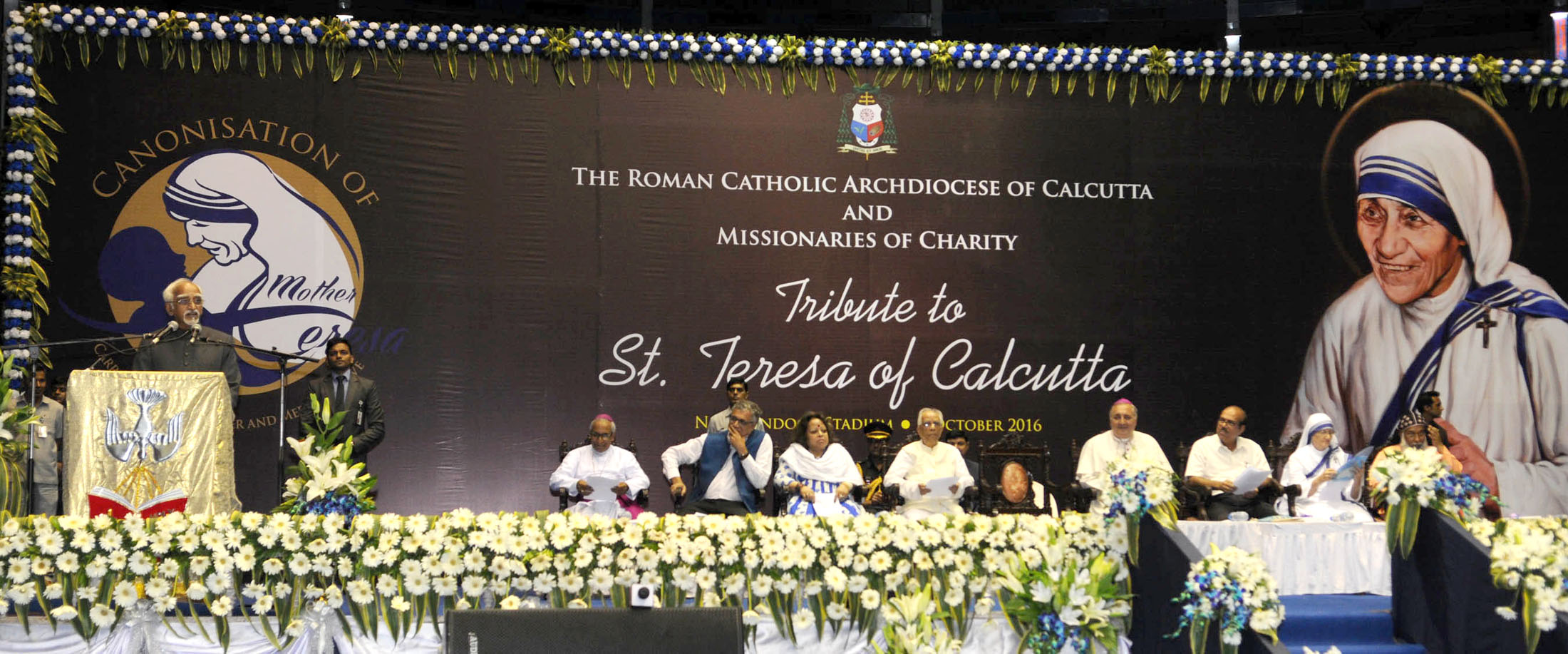
Святкування канонізації Матері Терези в Колкаті

Мати Тереза є святою в католицькій церкві. Папа Римський Франциск канонізував її на церемонії 4 вересня 2016 року на площі Святого Петра у Ватикані. Свідками церемонії стали десятки тисяч людей, включно з 15 урядовими делегаціями і 1500 бездомними з усієї Італії. Церемонію транслювали в прямому ефірі на каналі Ватикану та онлайн; Скоп'є, рідне місто Матері Терези, оголосило тижневе святкування її канонізації. В Індії місіонери милосердя відслужили особливу Месу в Колкаті.